# Fiddle Faddle
Fiddle Faddle es una composición musical en compás de 2/2 compuesto por Leroy Anderson. Se considera para ser una composición de música clásica «ligera», a veces referido como música "clásica pop", y fue publicado en 1947.
Anderson escribió la pieza como uno de varias piezas encargadas por Arthur Fiedler y la Orquesta Boston Pops. La pieza al instante se convirtió en una de las favoritas del público y de Arthur Fiedler por igual. Fiedler la programó con tanta frecuencia en conciertos de los Pops que las audiencias comenzaron a referirse a ella como "Fiedler Faddle". Escrito en la forma clásica de "canción y trío", se basa en la nana "Tres Ratones Ciegos". Fue grabada muchas veces en la década de 1940 y principios de 1950, por varias formaciones. Como se deduce por el título los violines tiene un papel destacado en la pieza con la repetición de la semicorcheas seguidas de pizzicato en la sección del trío.
La pieza ha sido transcrita para concierto o órgano de teatro y como un dúo para piano.